# The Mistress of Spices
The Mistress of Spices (prt: O Sabor da Paixão; bra: O Sabor da Magia) é um filme britano-estadunidense de 2005, dirigido por Paul Mayeda Berges, com roteiro de Gurinder Chadha e baseado no romance Mistress of Spices de Chitra Banerjee Divakaruni.

## Sinopse
Tilo, uma imigrante indiana em São Francisco, administra uma loja de especiarias com poderes místicos que ajudam seus clientes a superar dificuldades. Para preservar esses poderes, ela deve seguir regras estritas: permanecer na loja, não tocar outras pessoas e não se envolver romanticamente. Quando se apaixona por Doug, um americano, essas regras são quebradas, trazendo consequências negativas que a levam a enfrentar um conflito entre seus sentimentos e suas responsabilidades.

## Produção
O filme é uma coprodução entre Estados Unidos, Reino Unido e Índia. A direção foi feita por Paul Mayeda Berges, que adaptou o roteiro junto com Gurinder Chadha, com base no romance Mistress of Spices, lançado em 1997 pela escritora e professora indo-americana Chitra Banerjee Divakaruni. A trilha sonora é de Craig Pruess, e a fotografia ficou a cargo de Santosh Sivan.

## Elenco principal
- Aishwarya Rai como Tilo
- Dylan McDermott como Doug
- Nitin Ganatra como Haroun
- Adewale Akinnuoye-Agbaje como Kwesi
- Caroline Chikezie como Myisha
- Anupam Kher como avô de Geeta
- Shaheen Khan como mãe de Jagjit
- Sonny Gill Dulay como Jagjit
- Padma Lakshmi como Geeta
- Zohra Sehgal como a Primeira Mãe

## Lançamento
O filme estreou no Festival Internacional de Cinema de Toronto, em 11 de setembro de 2005. Sua estreia oficial nos Estados Unidos ocorreu em 21 de abril de 2006.

## Recepção crítica
O filme recebeu críticas majoritariamente negativas. No Rotten Tomatoes, apenas 11 % dos críticos avaliaram positivamente o filme, com uma nota média de 3,9/10. As críticas destacam falhas no roteiro e desenvolvimento, apesar de elogios à atuação de Aishwarya Rai.